# Viadana tristis
Viadana tristis  (лат.) — вид кузнечиков из подсемейства Phaneropterinae. Южная Америка: Колумбия. 

## Описание
Кузнечики среднего размера (длина тела самцов около 2 см у самок до 2,5 см; надкрылья до 4 см, заднее бедро до 17 мм). От близких видов отличается строением гениталий и надкрылий. Основная окраска серовато-зелёная. Головной рострум узкий; передняя часть его верхнего бугорка узкая и довольно короткая (не проецируется вперед по отношению к ее нижнему бугорку). Переднеспинка имеет короткие боковые лопасти.

## Систематика и этимология
Вид включён в состав подрода Arcuadana Gorochov & Cadena-Castañeda, 2015.
Впервые был описан в 2015 году российским энтомологом Андреем Васильевичем Гроховым (Зоологический институт РАН, Санкт-Петербург) совместно с колумбийским биологом О. Кадена-Кастаньедой (O.J. Cadena-Castañeda; Universidad Distrital Francisco José de Caldas, Богота, Колумбия). 
Видовое название V. tristis происходит от латинского слова «tristis» (унылый), указывающего на характерный признак сероватого оттенка окраски.